# Chariaspilates autumnalis
Chariaspilates autumnalis là một loài bướm đêm trong họ Geometridae.